# Милкшејк
Милкшејк (енгл. Milkshake), врста је слатког хладног напитка који се прави од млека, сладоледа или леденог млека. Пореклом је из САД. Постоје разни укуси милкшејкова, те може имати воћни или чоколадни сируп. Чести су у посластичарницама и кафићима, а и велики број елитнијих ресторана у својој понуди има милкшејкове.

## Галерија
- Орео милкшејк
- Чоколадни милкшејк у стакленој боци
- Милкшејк у ананасу
- Милкшејк од боровнице у пластичној амбалажи